# 中央人民广播电台民族之声
中央人民广播电台民族之声，旧称中央人民广播电台民族语言广播，是中央人民广播电台的对少数民族广播频道。该台每日使用调频、中波和短波向全中國少数民族地区播音，使用朝鲜语和蒙古语播音，全天播音18小时（5：00-23：05）。

## 概况
民族之声最早拥有5种语言节目，分别是藏语、维吾尔语、哈萨克语、朝鲜语（1956年7月6日开播）和蒙古语（1950年8月15日开播）。但是随着2009年3月1日藏语广播、2010年12月17日维吾尔语广播和2015年1月1日哈萨克语广播采用独立频道播出后，目前民族之声仅以朝鲜语和蒙古语2种语言播出。播出范围除覆盖全国之外，还覆盖周边近十个国家或地区。

## 广播时间及频率
- 以下频率更新至2016年1月

### 蒙古语广播
| 播音時間    | 短波频率    | 中波频率 | 调频频率 |
| ----------- | ----------- | -------- | -------- |
| 05:00-14:00 | 9610、11810 | 1143     | 104.5    |

#### 备注
- 1143、9610、11810kHz在广电总局491台发射。
- 104.5MHz在呼和浩特发射，其余时间播出中央人民广播电台中国乡村之声节目。
- 04:55-05:00播放歌曲《爱我中华》，5:00播放中华人民共和国国歌。
- 9:00、13:00播出汉语节目《新时代新征程》。
- 内蒙古蒙语新闻综合广播会转播11:00-12:00的节目，内蒙古一些盟市的蒙语频率也会转播。

### 朝鲜语广播
| 播音時間    | 短波频率   | 中波频率   | 调频频率 |
| ----------- | ---------- | ---------- | -------- |
| 14:00-19:00 | 5975、9785 | 1017、1143 |          |
| 19:00-23:00 | 5975、9785 | 1143       |          |

#### 备注
- 1143、5975、9785kHz在北京的广电总局491台发射。
- 1017kHz在吉林省长春市发射，每天5:00-7:00、19:00-23:00播送中国国际广播电台朝鲜语广播。
- 14:00播放中华人民共和国国歌。
- 16:00、22:00播出汉语节目《新时代新征程》。
- 延边朝鲜语新闻综合广播会转播20:00-21:00的节目。
- 23:00-23:05播放歌曲《爱我中华》。